# Neu Olvenstedt
Neu Olvenstedt, Magdeburg-Neu Olvenstedt – dzielnica miasta Magdeburg w Niemczech, w kraju związkowym Saksonia-Anhalt.